# Бійцівський чемпіонат PRIDE
Бійцівський чемпіонат PRIDE (англ. Pride Fighting Championships, Pride FC) — міжнародна спортивна організація, що займалася підготовкою і проведенням боїв змішаного стилю, створена і базована в Японії. Була однією із найбільших спортивних організацій азійського регіону. Як самостійний чемпіонат зі змішаних єдиноборств діяла протягом 1997 – 2007 років (було проведено більше 60 етапів, які транслювались у понад 40 країнах світу), згодом була об'єднана із Абсолютним бійцівським чемпіонатом. Частина бійців, команд, промоутерів та інших учасників PRIDE перейшла в створену 2008 року організацію «Dream», метою якої є відновлення чемпіонату в його класичному форматі.

## Історія
Бійцівський чемпіонат PRIDE бере свій початок із окремого спортивного змагання, організованого компанією «Kakutougi Revolution Spirits». Головною подією змагання був бій між відомим японським борцем Нобухіко Такадою і спеціалістом із бразильського дзюдзюцу, представником бразильського клану Ґрейсі, Хіксоном Ґрейсі. Широко розрекламована зустріч бійців була проведена 11 жовтня 1997 року на головному спортивному стадіоні Токіо і зібрала рекордну на той час аудиторію — 47 000 глядачів. Успіх заходу дозволив його організаторами започаткувати проведення подібних змагань на регулярній основі. За два наступні роки проводяться вісім спортивних заходів. PRIDE здобуває свою аудиторію, змагання починають транслюватись на японському телебаченні, конкуруючи із кікбоксерським чемпіонатом K-1.
У 2000 році організацією PRIDE було проведено перший Гран-прі — відкритий міжнародний турнір. У двох його частинах (відбіркова і фінальна) взяли участь 16 бійців, які в змаганнях мали здобути титул найкращого бійця світу за версією PRIDE. Друга частина турніру була показана в прямій телевізійній трансляції на території США, вперше в історії PRIDE. Переможцем Гран-прі став американський борець Марк Колмен, який переміг українського фіналіста — кікбоксера Ігоря Вовчанчина.
З 2001 року PRIDE починає проведення свого Бійцівського чемпіонату, спочатку лише у двох вагових категоріях — середній і важкій. Переможці етапних змагань отримували титул чемпіона світу відповідної вагової категорії за версією PRIDE. Першими чемпіонами стали бразильці Антоніо Родріго Нугейра (важка в/к) і Вандерлей Сілва (середня в/к).
В серпні 2002 року PRIDE вперше об'єднується із промоутерами K-1 для організації спільного заходу «Shockwave» (також відомого під брендом «Dynamite!!»). Глядацька аудиторія сягає 70 000 чоловік.
З 2003 року під егідою PRIDE починають проводитись додаткові бійцівські турніри між переможцями регулярних змагань. Переможці турнірів отримують звання чемпіона турніру відповідної вагової категорії. Також з 2003 року власники організації започатковують чемпіонат «Bushido», який фокусується на вагових категоріях нижчого дивізіону: від найлегшої до напівсередньої.
В березні 2007 року фінансовий і управлінський контроль над чемпіонатом здобула компанія «Zuffa», якій належить Абсолютний бійцівський чемпіонат.
4 жовтня 2007 року японський офіс «Pride Worldwide» був офіційно закритий.

## Особливості і правила

### Вагові категорії

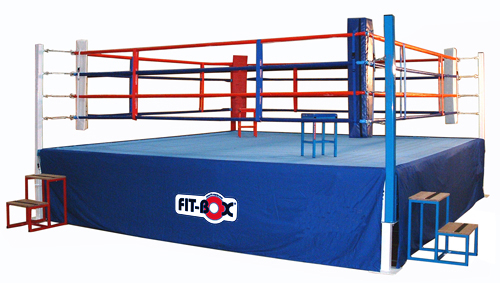
Класичний чотирикутний ринг.

В Бійцівському чемпіонаті PRIDE використовувались чотири вагові категорії:
- Легка вага: до 73 кг (до 161 фунта)
- Напівсередня вага: до 83 кг (до 183 фунтів)
- Середня вага: до 93 кг (до 205 фунтів)
- Важка вага: від 93 кг (від 205 фунтів)
- Вільна вага: попередньо узгоджувалась сторонами

### Раунди
Перший раунд в PRIDE тривав 10 хвилин, другий і третій раунди — по 5 хвилин. Перерва між раундами — 2 хвилини. Бої тривали три раунди.

### Ринг
Бої в PRIDE проводились на класичному чотирикутному рингу із канатним огородженням.

### Екіпірування бійця
Боєць допускався до змагання лише при відповідності його екіпірування вимогам правил.
Всі бійці виходили на ринг у спортивних шортах, без взуття. Футболки, сорочки, куртки і кімоно були заборонені. Бійці повинні були використовувати лише стандартні бійцівські рукавички — з відкритими пальцями, захистом для суглобів, стандартної ваги.

### Результати змагань
Двобій міг бути завершений одним із наведених способів:
- Здача: боєць міг здатися, подавши сигнал рукою (декілька легких ударів розкритою долонею по мату/по тілу супротивника) або вербально.
- Нокаут (англ. KO): бійцю міг бути нанесений удар, в результаті якого він втрачав свідомість чи змогу продовжувати бій.
- Технічний нокаут (англ. TKO): боєць міг втратити змогу продовжувати бій за однією з наступних причин:
  - рішення рефері (якщо рефері констатував, що боєць втратив здатність адекватно захистити себе або якщо боєць ігнорував пропозицію рефері захиститися чи припинити бій);
  - рішення лікаря (якщо лікар констатував поранення, травмування або сильну кровотечу у бійця);
  - рішення кутового (якщо кутовий асистент бійця вирішував припинити бій).
- Рішення суддів: судді оцінювали загальну успішність спортсменів й нараховували очки за весь бій, а не за кожний окремий раунд. Кожен суддя мав визначити переможця. Нічия правилами змагань не передбачалась.

В деяких випадках бій міг бути завершений технічним рішенням, міг бути визнаний таким, що не відбувся. Боєць також міг бути дискваліфікований або оштрафований.

### Заборонені дії
Правила PRIDE містили перелік заборонених дій під час змагання. Зокрема було заборонено:
1. Завдавати ударів головою.
2. Діяти на очі будь-яким чином (зокрема видавлювати).
3. Кусатися.
4. Утримувати противника за волосся.
5. Захоплювати пальцями ніздрі, рот інші отвори на голові і тілі.
6. Заломлювати малі суглоби (пальці на руках і ногах).
7. Завдавати ударів в область паху.
8. Завдавати ударів ліктями в голову.
9. Завдавати ударів по хребту і потилиці.
10. Викидати противника за межі рингу.
11. Йти з рингу.
12. Триматися за канати.

Якщо боєць порушував правила, рефері мав право зняття очок в залежності від ступеня порушення.

### Контроль змагань
Рефері мав право стимулювати бійців до дії, виносячи їм попередження. Якщо положення бійців не дозволяло їм ефективно продовжити бій (симетричний захват, клінч), рефері мав право розняти бійців або підняти їх в стійку, якщо боротьба проходила в партері.
Рефері мав право оголосити паузу в змаганні. В такому разі бій продовжувався із того положення, в якому він був призупинений.
Якщо боєць використовував канати для утримання власної позиції (тримався за канат або за кут), рефері припиняв таку дію і виносив попередження.

## Останні чемпіони
| Дивізіон      | Поріг ваги | Чемпіон           | Дата здобуття титулу | Захисти титулу |
| ------------- | ---------- | ----------------- | -------------------- | -------------- |
| Важкий        | від 93 кг  | Федір Ємельяненко | 31 грудня 2004 року  | 3              |
| Середній      | до 93 кг   | Ден Хендерсон     | 24 лютого 2007 року  | 0              |
| Напівсередній | до 83 кг   | Ден Хендерсон     | 31 грудня 2005 року  | 0              |
| Легкий        | до 73 кг   | Таканорі Ґомі     | 31 грудня 2005 року  | 1              |

## Переможці Гран-прі
| Рік  | Вагова категорія  | Переможець              | Переможець | Фіналіст                | Фіналіст |
| Рік  | Вагова категорія  | Ім'я                    | Країна     | Ім'я                    | Країна   |
| ---- | ----------------- | ----------------------- | ---------- | ----------------------- | -------- |
| 2000 | Вільна вага       | Марк Колмен             | США        | Ігор Вовчанчин          | Україна  |
| 2003 | Середня вага      | Вандерлей Сілва         | Бразилія   | Куінтон Джексон         | США      |
| 2003 | Важка вага        | Антоніо Родріго Нугейра | Бразилія   | Мірко Філіпович         | Хорватія |
| 2004 | Важка вага        | Федір Ємельяненко       | Росія      | Антоніо Родріго Нугейра | Бразилія |
| 2005 | Середня вага      | Маурісіо Хуа            | Бразилія   | Хікарду Арона           | Бразилія |
| 2005 | Напівсередня вага | Ден Хендерсон           | США        | Мурілу Бустаманте       | Бразилія |
| 2005 | Легка вага        | Таканорі Ґомі           | Японія     | Хаято Сакураї           | Японія   |
| 2006 | Вільна вага       | Мірко Філіпович         | Хорватія   | Джош Барнетт            | США      |
| 2006 | Напівсередня вага | Казуо Місакі            | Японія     | Деніс Кен               | Канада   |